# French Camp (Mississippi)
French Camp é uma cidade  localizada no estado americano de Mississippi, no Condado de Choctaw.

## Demografia
Segundo o censo americano de 2000, a sua população era de 393 habitantes.
Em 2006, foi estimada uma população de 386, um decréscimo de 7 (-1.8%).

## Geografia
De acordo com o United States Census Bureau tem uma área de
2,6 km², dos quais 2,6 km² cobertos por terra e 0,0 km² cobertos por água. French Camp localiza-se a aproximadamente 126 m acima do nível do mar.

## Localidades na vizinhança
O diagrama seguinte representa as localidades num raio de 24 km ao redor de French Camp.